# HD 39070
HD 39070，又名BD-14 1251，SAO 150845、HR 2021，是一颗恒星，视星等为5.49，位于銀經219.35，銀緯-20.1，其B1900.0坐标为赤經5h 45m 3.8s，赤緯-14° -20.1′ 47″。